# Cambria Heights (Queens)
Cambria Heights es un vecindario del distrito de Queens de la ciudad de Nueva York. El vecindario limita con Queens Village al norte, Francis Lewis Boulevard al oeste, Elmont al este y Rosedale al sur.
Cambria Heights se encuentra en el Distrito Comunitario 13 de Queens, mientras que su código postal es 11411. Está patrullada por la 105.ª comisaría de la policía de Nueva York.

## Historia
El nombre Cambria Heights le fue acuñado al barrio a mediados de la década de 1920 cuando Cambria Title Savings and Trust Company, un banco con sede en el condado de Cambria, proporcionó financiamiento para el desarrollo inicial que estaba dirigido a familias que buscaban reubicarse de apartamentos de alquiler en otros condados.

## Demografía
Según los datos del censo de Estados Unidos de 2010, la población de Cambria Heights era de 18 677 personas. Tiene una superficie de 312.42 hectáreas (3.12 km²) y una densidad de 24.2 habitantes por acre (15 500 por milla cuadrada; 6000 por km²).
Por razas los habitantes del barrio eran el 1.4% (259) blancos, el 5.2% (964) hispánicos o latinos, el 90.3% (16 862) afroamericanos, el 0.2% (42) nativos americanos, el 0.8% (157) asiáticos, el 2.0% (393) de otras razas.
En 2017, los ingresos familiar per cápita eran de USD 35 973. En 2018, según una estimación según un informe del Departamento de Salud e Higiene Mental de la Ciudad de Nueva York, la población tenía una esperanza de vida media de 82.9 años.

## Policía y criminalidad
Cambria Heights está patrullada por la 105.ª comisaría del NYPD. La 105.ª comisaría obtuvo el décimo séptimo lugar de 69 áreas patrulladas más seguras por delitos per-cápita en el año 2010. En 2018, obtuvo una tasa de asalto no fatal de 29 por 100 000 personas, mientras que la tasa de encarcelamiento es de 378 por 100 000 personas siendo más bajas comparadas con otras ciudades.
Según un informe de 2018, la tasa de criminalidad en Cambria Heights con respecto al año 1990 ha bajado en un 79.4%. En 2018, en el distrito sólo se informaron 9 asesinatos, 24 violaciones, 405 agresiones graves, 266 robos con intimidación, 197 robos y 164 robos de automóviles.